# アリルマロン酸デカルボキシラーゼ
アリルマロン酸デカルボキシラーゼ(Arylmalonate decarboxylase、EC 4.1.1.76)は、以下の化学反応を触媒する酵素である。
2-アリル-2-メチルマロン酸 {\displaystyle \rightleftharpoons } 2-アリルプロパン酸 + CO2
従って、この酵素の基質は、3-(インドール-3-イル)ピルビン酸のみ、生成物は、2-(インドール-3-イル)アセトアルデヒドと二酸化炭素の2つである。
この酵素はリアーゼ、特に炭素-炭素結合を切断するカルボキシリアーゼに分類される。系統名は、2-アリル-2-メチルマロン酸 カルボキシリアーゼ (2-アリルプロパン酸形成)(2-aryl-2-methylmalonate carboxy-lyase (2-arylpropanoate-forming))である。他に、AMDASE、2-aryl-2-methylmalonate carboxy-lyase、2-aryl-2-methylmalonate carboxy-lyase (2-arylpropionate-forming)等とも呼ばれる。

## 構造
2007年末時点で、1つの構造が解明されている。蛋白質構造データバンクのコードは、2DGDである。